# 國際奧委會第123屆全體會議
國際奧林匹克委員會第123屆全體會議（英語：123rd International Olympic Committee Session）於2011年7月6日南非德班舉行。會議召開的重要議題之一是選出2018年冬季奧林匹克運動會的主辦城市。

## 申辦城市
本屆大會共有七個城市角逐，中國香港及南非德班入選最後階段的兩個城市之一。最終，國際奧林匹克委員會於2008年8月7日在北京召开的國際奧委會第120屆全體會議正式宣布德班取得大會的主辦權。